# コレサワ
コレサワ（5月19日 - ）は、日本の女性シンガーソングライター。大阪府摂津市出身。

## 経歴
2011年にデビュー。2012年、SUMMER SONICに「出れんの!?サマソニ!?」枠で出場。
2014年3月5日、自主レーベルの RECO RECORDS から自主制作盤『憂鬱も愛して』をリリースした。
2015年4月29日、1st EP『君のバンド』をリリースした。これが初の全国流通盤となった。
2015年8月26日、テレビ東京『廃墟の休日』のエンディングテーマ「シュシュ」を配信。同年12月16日、2枚目のEP『女子、ジョーキョー。』をリリースした。
2016年9月21日、3枚目のEP『ジエイポップ』をリリースした。
2017年2月から4月にかけて配信されたAbemaTV『オオカミくんには騙されない』シーズン1の主題歌に「あたしを彼女にしたいなら」が使用された。以降、シーズン5まで同楽曲が主題歌として使用された。
2017年3月29日、楽曲「たばこ」を配信。同年8月9日に日本クラウンから1stアルバム『コレカラー』を発売し、メジャーデビューを果たした。
10月13日、ふっかちゃん（ギター）、しんじょう君（ベース）、さのまる（ドラムス）、うなりくん（キーボード）と共に、ゆるキャラバンド「コレちゃんズ」を結成した。
2019年1月10日、ROLLY（ギター）、ウエノコウジ（ベース）、加藤茶（ドラムス）と共に、「sagami original」シリーズの誕生20周年記念プロジェクト「originals」を結成した。
2024年4月から6月にかけてAT-Xほかにて放送されたテレビアニメ『じいさんばあさん若返る』の主題歌に「君がおじいちゃんあたしがおばあちゃん」が使用された。
2024年1月24日発売の超ときめき♡宣伝部のアルバム『ときめく恋と青春』にコレサワの提供楽曲「最上級にかわいいの!」が収録された。その後同曲がTikTok上でバズったことを受けて、超ときめき♡宣伝部は同年5月29日に同曲をシングルカットして発売した。
2024年11月21日、「最上級にかわいいの!」の作詞により第66回日本レコード大賞の作詩賞をコレサワが受賞したことが発表された。

## 人物・エピソード
- ライブ時を除いて、雑誌・テレビ・ラジオなどのメディア出演では顔出しをNGにしており[10]、自身のビジュアルはウチボリシンペ氏が描くクマ女子のキャラクター「れ子ちゃん」が担当し、れ子ちゃんを型取ったマスクをかぶって出演することもある[11]。
- 超ときめき♡宣伝部へ提供した楽曲「最上級にかわいいの!」のMV及び配信限定シングルのジャケットには「れ子ちゃん」が超ときめき♡宣伝部のメンバー衣装を着た姿で登場している[12]。
- 顔出しNGの理由を「写真を撮られる時に無理に作った笑顔をするのが苦手」「構えて撮られるのがめちゃくちゃ苦手」等と説明していたが、2017年2月5日開催のコレシアター03開催時に配られたひまつぶ誌1号にて「本当は昔、某レコード会社の人に『顔がパッとしない、オーラがない、見た目ではメジャーで勝負できない』と言われて完全に自信を喪失したから」と語っている[より良い情報源が必要]。
- コレサワがラジオ番組『ジェネZZ』（bayfm、現BAYFM）に出演した際、DJとしてレギュラー出演してた超ときめき♡宣伝部のメンバー吉川ひよりがコレサワの大ファンであったため番組内でコレサワに超ときめき♡宣伝部への楽曲提供をお願いした結果、生まれた楽曲が「最上級にかわいいの!」になる[13][14]。この楽曲の作詞によりコレサワは第66回日本レコード大賞の作詩賞を受賞した[9][15]。

## ディスコグラフィ

### 配信シングル
| #            | 発売日         | タイトル                                       | 備考                              |
| インディーズ | インディーズ   | インディーズ                                   | インディーズ                      |
| ------------ | -------------- | ---------------------------------------------- | --------------------------------- |
| 1st          | 2015年8月26日  | シュシュ                                       |                                   |
| 2nd          | 2017年3月29日  | たばこ                                         | LINE MUSICのみ3月22日より先行配信 |
| メジャー     |                |                                                |                                   |
| 3rd          | 2018年5月2日   | 友達だからかな                                 |                                   |
| 4th          | 2019年6月26日  | 恋人失格                                       |                                   |
| 5th          | 2019年10月25日 | いただきます                                   |                                   |
| 6th          | 2019年11月22日 | センチメンタルに刺された                       |                                   |
| 7th          | 2020年1月1日   | 最後の彼女になりたかった                       |                                   |
| 8th          | 2020年11月25日 | あたしが死んでも                               |                                   |
| 9th          | 2022年4月6日   | 君の住む街の天気が都合のいい空でありますように |                                   |
| 10th         | 2022年6月8日   | ゆびきりげんまん                               |                                   |
| 11th         | 2022年11月11日 | さよなら恋人                                   |                                   |
| 12th         | 2023年2月22日  | にゃんにゃんにゃん                             |                                   |
| 13th         | 2023年8月9日   | ライブ終わりに                                 |                                   |
| 14th         | 2023年11月29日 | お願いサンタクロース                           |                                   |
| 15th         | 2024年9月4日   | 元彼女のみなさまへ                             |                                   |
| 16th         | 2024年11月20日 | 浮気したらあかんで                             |                                   |

### 楽曲提供
- やなぎなぎ「キャメルバックの街」（作曲）
- トミタ栞「スピン」（作詞・作曲）
- SHE IS SUMMER「女の子の告白」（作曲）
- さくらしめじ「届けそこねたラブソング」（作詞・作曲）
- みゆはん「恋人失格」（作詞・作曲）
- コアラモード.「トマレーニャ」（作詞）
- halca「君だけ」（作詞・作曲）
- みぎてやじるし ひだりてはーと「サヨナラなんか言いたくない」（作詞・作曲）
- 尾崎由香「デートに誘うの」（作詞・作曲）
- つぼみ大革命「ぷにゅ」（作詞・作曲）
- 真っ白なキャンバス「レガシー」（作詞・作曲）
- 莉犬「いいんだよ」（作詞・作曲）
- ロク from PhatSlimNevaeh「521km」（作詞・作曲）
- P丸様。「乙女はサイコパス」（作詞・作曲）
- すとぷり「犬系男子留守番中」（作詞・作曲・編曲）[17]
- 超ときめき♡宣伝部「最上級にかわいいの!」（作詞・作曲）[18][注 1]
  - 超ときめき♡宣伝部「最上級にかわいいの! feat. コレサワ」（作詞・作曲）[12]
- 超ときめき♡宣伝部「こんなあたしはいかがですか」（作詞・作曲）[19]
- 岩橋玄樹「あたしだけのスーパーマン feat. コレサワ」（作詞・作曲）[20]

## タイアップ一覧
| 年     | 曲名                                 | タイアップ |
| ------ | ------------------------------------ | --- |
| 2015年 | シュシュ                             | テレビ東京系列『廃墟の休日』エンディングテーマ                                                                                                 |
| 2015年 | あたしを彼女にしたいなら             | 日本テレビ系列『バズリズム』11月度エンディングテーマ                                                                                           |
| 2016年 | J-POP                                | 日本テレビ系列『バズリズム』9月度エンディングテーマ                                                                                            |
| 2016年 | ショートカットに憧れて               | ジョウクリニック CMソング |
| 2018年 | 君とぬいぐるみ                       | NHK-FM『ミュージックライン』4・5月度オープニングテーマ                                                                                         |
| 2018年 | 友達だからかな                       | アニメ映画『ゴーちゃん。〜モコと氷の上の約束〜』エンディングテーマ                                                                             |
| 2019年 | いただきます                         | テレビ東京系列木ドラ25『新米姉妹のふたりごはん』主題歌                                                                                         |
| 2019年 | センチメンタルに刺された             | TBS系列『COUNT DOWN TV』12月度エンディングテーマ テレビ神奈川『関内デビル』12月度エンディングテーマ                                            |
| 2020年 | 最後の彼女になりたかった             | テレビ朝日系列『musicる TV』1月度オープニングテーマ テレビ愛知『a-NN♪』1月度エンディングテーマ テレビ西日本『生放送てんじんNOW!』1月度EDテーマ |
| 2020年 | ご褒美みたいな日                     | ミュゼプラチナム「登場篇」「展開篇」CMソング                                                                                                   |
| 2020年 | それってつまり                       | TOKYO MXほか『戦国炒飯TV』エンディングテーマ                                                                                                   |
| 2020年 | あたしが死んでも                     | フジテレビ系列音楽番組『Love music』12月度オープニングテーマ                                                                                   |
| 2021年 | 愛を着て                             | NHK『みんなのうた』2・3月期 |
| 2024年 | 君がおじいちゃんあたしがおばあちゃん | TVアニメ『じいさんばあさん若返る』オープニングテーマ                                                                                           |

## 出演情報

### テレビ
- サンド伊達のコロッケあがってます（2022年3月29日 - 、BS-TBS）‐ ナレーション[注 2][23]

### ラジオ
- Harmonic Groove!!（2016年 - 2019年、ラジオ日本）※毎月第2週目を担当[24]
- 女が音楽を始めるときはモテたいからじゃない（2020年 - 2021年、文化放送）※毎月第1週目を担当[25]

## 受賞歴
- 第66回日本レコード大賞 - 作詩賞：コレサワ「最上級にかわいいの!」（超ときめき♡宣伝部）[9][15]